# Visions (Bring Me the Horizon)
Visions è un singolo del gruppo musicale britannico Bring Me the Horizon, il secondo estratto dal loro terzo album in studio There Is a Hell, Believe Me I've Seen It. There Is a Heaven, Let's Keep It a Secret, pubblicato il 22 agosto 2011.

## Video musicale
Il video ufficiale del brano, pubblicato in contemporanea all'uscita del singolo, è stato diretto da Plastic Kid.

## Tracce
Testi di Oliver Sykes, musiche dei Bring Me the Horizon.
1. Visions – 4:09